# Kenneth Anger
Kenneth Anger, född Anglemyer den 3 februari 1927 i Santa Monica, Kalifornien, död 11 maj 2023 i Yucca Valley, Kalifornien, var en amerikansk barnskådespelare, regissör, manusförfattare och filmproducent.
Anger började som barnskådespelare, och som åttaåring spelade han barnprinsen i MGM:s filmatisering av ”En midsommarnattsdröm”. Han gick i Maurice Kosloffs dansskola tillsammans med Shirley Temple. Anger började göra filmer redan vid 11 års ålder. Första filmen som fick distribution var Fireworks som han gjorde i Los Angeles när han var 17 år. Filmen uppskattades av bland andra Jean Cocteau som bjöd Kenneth Anger till Paris där Anger sedermera bosatte sig. Han blev ett stort namn efter att boken Hollywood Babylon publicerades 1965. Boken var en samling av de värsta skandalerna i Hollywoods historia. Boken tog fenomenet skvaller till nya höjder. Kenneth Anger blev tidigt fascinerad av svart magi, det övernaturliga och ockulta. Han var anhängare till Aleister Crowleys rörelse, Thelema. Han var också god vän med Anton LaVey och delade en tid hus med honom.

## Regi i urval
- 1947 – Fireworks
- 1953 – Eaux d'artifice
- 1972 – Rabbit's Moon

## Manus
- 1949 – Puce Moment
- 1954 – Invocation of My Demon Brother
- 1963 – Scorpio Rising

## Producent
- 1949 – Puce Moment
- 1969 – Invocation of My Demon Brother
- 1972 – Rabbit's Moon

## Filmroller i urval
- 1947 – Fireworks
- 1954 – Inauguration of the Pleasure Dome
- 1969 – Invocation of My Demon Brother